# آرتیس (باغ‌وحش)
آرتیس (به انگلیسی: Artis) یک باغ‌وحش و باغ گیاه‌شناسی در مرکز آمستردام است. این باغ‌وحش قدیمی‌ترین باغ‌وحش هلند و پنجمین باغ‌وحش قدیمی در جهان است.
آرتیس علاوه بر باغ‌وحش، دارای آکواریوم، افلاک‌نما، درختستان و میکروپیا است. آرتیس شامل ۲۷ ساختمان، پل و حوضچه است که از لحاظ تاریخی اهمیت دارند. بیشتر آنها هنوز به عنوان محوطه مخصوص حیوانات استفاده می‌شوند.